# Plesiopelma rectimanum
Plesiopelma rectimanum là một loài nhện trong họ Theraphosidae.
Loài này thuộc chi Plesiopelma. Plesiopelma rectimanum được Cândido Firmino de Mello-Leitão miêu tả năm 1923.